# Julian Lloyd Webber
Julian Lloyd Webber   (Londres, 14 d'abril de 1951) és un violoncel·lista i director d'orquestra anglès
, ex director del Reial Conservatori de Birmingham i el fundador de l'"In Harmony".

## Adolescència i educació

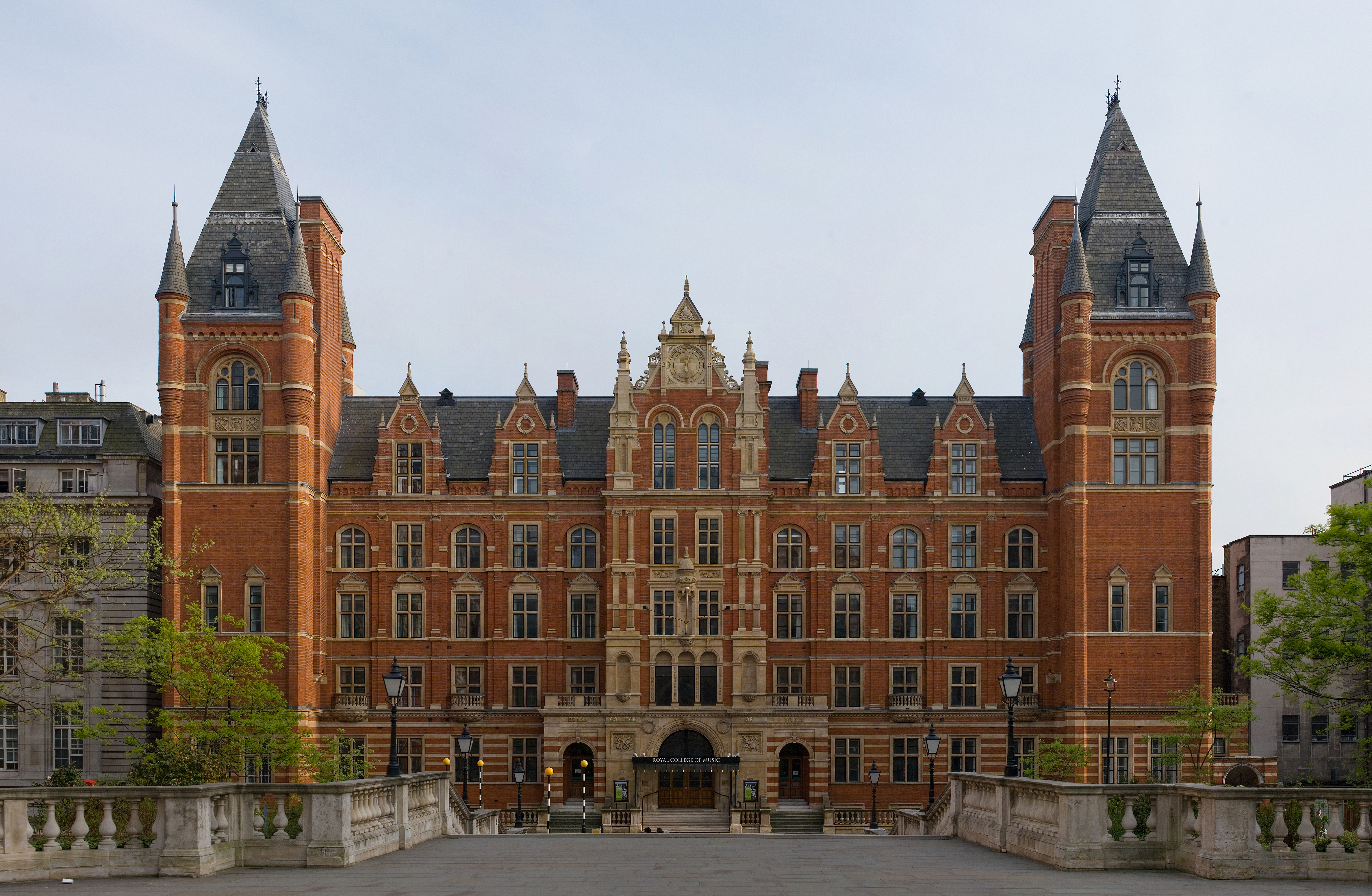
Royal College of Music - Abril 2007

Julian Lloyd Webber és el segon fill del compositor William Lloyd Webber i la seva dona Jean Johnstone (un professor de piano). És el germà petit del compositor Andrew Lloyd Webber. El compositor Herbert Howells era el seu padrí. Va guanyar una beca al Royal College of Music i va completar els seus estudis amb Pierre Fournier a Ginebra el 1973.

## Carrera
Lloyd Webber va debutar professionalment al "Queen Elizabeth Hall" de Londres, el setembre de 1972, quan va oferir la primera actuació a Londres del concert per a violoncel de Sir Arthur Bliss. Al llarg de la seva carrera, ha col·laborat amb una àmplia varietat de músics, inclosos els directors Yehudi Menuhin, Lorin Maazel, Neville Marriner, Georg Solti, Yevgeny Svetlanov, Andrew Davis i Esa-Pekka Salonen, els pianistes Clifford Curzon i Murray Perahia, així com Stéphane Grappelli, Elton John i Cleo Laine. Va ser descrit a "The Strad" com el "doyen dels violoncel·listes britànics". Entre els seus nombrosos enregistraments inclouen el seu concert per a violoncel d'Elgar guanyat pel premi BRIT dirigit per Yehudi Menuhin (escollit com la millor versió de la BBC Music Magazine), el Concert per a violoncel de Dvořák amb Václav Neumann i la Filharmònica Txeca, Txaikovski Variacions rococò amb lOrquestra Simfònica de Londres sota la direcció de Maksim Xostakóvitx i un acoblament de la Simfonia per a Cello de Britten i de Walton el Concert per a cello amb Sir Neville Marriner i lAcadèmia de Sant Martí' en els camps que es va descriure com més enllà de qualsevol rival per Edward Greenfield en la revista "Gramophone". També ha realitzat diversos enregistraments de peces curtes per a "Universal Classics" com Made in England, Cello Moods, Cradle Song i English Idyll.
Lloyd Webber va estrenar els enregistraments de més de 50 obres, inspirant noves composicions per a violoncel de compositors tan diversos com Malcolm Arnold (Fantasia per a violoncel, 1986 i Concert per a violoncel, 1989), Joaquín Rodrigo (Concierto como un divertimento, 1982) James MacMillan (Sonata per a violoncel núm. 2, 2001) i Philip Glass (Concert per a violoncel, 2001). Les actuacions de concerts més recents han inclòs quatre altres obres compostes per a Lloyd Webber: el doble concert per a violoncel i saxo de Michael Nyman a la BBC Television, el concert de Gavin Bryars a "Suntory Hall", Tòquio, el concert per a violoncel de Glass al Festival Internacional de Pequín i The River Cam d'Eric Whitacre al "Southbank Center". El seu enregistrament del concert de Glass amb la Royal Liverpool Philharmonic dirigida per Gerard Schwarz es va publicar al segell "Glass Orange Mountain" el setembre de 2005.
Altres enregistraments inclouen The Art of Julian Lloyd Webber (2011), Evening Songs (2012), A Tale of Two Cello (2013), Vivaldi Concerts for Two Cellos (2014) i el seu primer enregistrament com a director de música anglesa per a cordes I Bridge Is Love (2015).
El maig del 2001 se li va concedir la primera llicència de "busker" (Espectacle de carrer) al metro de Londres.

Demostrant la seva participació en l'educació musical, va formar el Music Education Consortium amb James Galway i Evelyn Glennie el 2003. Com a resultat de l'èxit de la pressió del Consorci, el 21 de novembre de 2007, el govern del Regne Unit va anunciar una infusió de 332 milions de lliures per a l'educació musical. El 2008, el govern britànic va convidar Lloyd Webber a ser president del seu programa In Harmony que es basa en el programa social veneçolà El Sistema. El "Henley Review of Music Education" (2011), encarregat pel govern, va informar: "No hi ha dubte que ells [els projectes In Harmony] han donat experiències que canvien la vida". El juliol de 2011, el fundador dEl Sistema a Veneçuela, José Antonio Abreu, va reconèixer In Harmony com a part de la xarxa mundial dEl Sistema. A més, el novembre de 2011 el govern britànic va anunciar un suport addicional per a In Harmony a tota Anglaterra ampliant el finançament del Departament d'Educació i afegint fons del "Arts Council England" del 2012 al 2015. Lloyd Webber ara presideix l'organització benèfica "Sistema England". L'octubre de 2012 va dirigir la Societat Incorporada de Músics, campanya contra la implantació del Batxillerat anglès que proposava eliminar les assignatures d'arts del pla d'estudis bàsic. El febrer de 2013 el govern va retirar els seus plans.
Lloyd Webber ha representat el sector de l'educació musical en programes com "Preguntes de BBC1", "The Andrew Marr Show", "BBC2 Newsnight" i ""BBC Radio 4 Today", "The World at One", "PM", "Front Row" i "The World Tonight".
El maig de 2009, Lloyd Webber va ser elegit president de la Societat Elgar succeint a Sir Adrian Boult, Lord Menuhin i Richard Hickox.

El 28 d'abril de 2014, Lloyd Webber va anunciar la seva retirada de l'actuació pública com a violoncel·lista a causa d'una hèrnia discal al coll. La seva última actuació pública com a violoncel·lista va ser el 2 de maig de 2014 al "Festival Theatre de Malvern", amb lOrquestra de Cambra anglesa. El setembre de 2014, l’organització benèfica Live Music Now va anunciar Lloyd Webber com a portaveu públic.

## Director del Royal Birmingham Conservatoire
Lloyd Webber va ser nomenat director del "Royal Birmingham Conservatoire" el juliol de 2015. Durant el seu mandat de cinc anys va supervisar el trasllat a un nou edifici de 57 milions de lliures esterlines al campus del centre de la ciutat de Birmingham i la fusió del Conservatori amb el Escola d'interpretació de Birmingham. El setembre de 2017, el Conservatori va rebre la condició de Reial per la reina Isabel II. El setembre de 2020, en reconeixement del seu mandat, Lloyd Webber va ser nomenat professor emèrit d'"Arts Escèniques per la Birmingham City University".

## Distincions i guardons
Lloyd Webber va rebre el "Crystal Award" al "World Economic Forum" el 1998 i un "Classic FM Red Award" pels seus excel·lents serveis a la música el 2005. Va guanyar la millor gravació clàssica britànica als "Brit Awards" de 1986 per la seva gravació del Concert per a violoncel d'Elgar amb Sir Yehudi Menuhin i la Royal Philharmonic Orchestra. Va ser nomenat membre del "Royal College of Music" el 1994 i va rebre doctorats honoris causa per la Universitat d'Hull, la Universitat de Plymouth i la Universitat del Thames Valley.
És vicepresident de la "Delius Society" i mecenes de la música als hospitals i dels infants i les arts. Ha estat ambaixador de "Prince's Trust" durant més de vint anys i patró de "CLIC Sargent" durant més de trenta anys.
El setembre de 2009 es va incorporar a la junta de govern del "Southbank Center". Va ser membre del "Handling Fellow" del "Foundling Museum" el 2010. Va ser l'únic músic clàssic escollit per tocar a la cerimònia de clausura dels Jocs Olímpics d'Estiu de 2012.

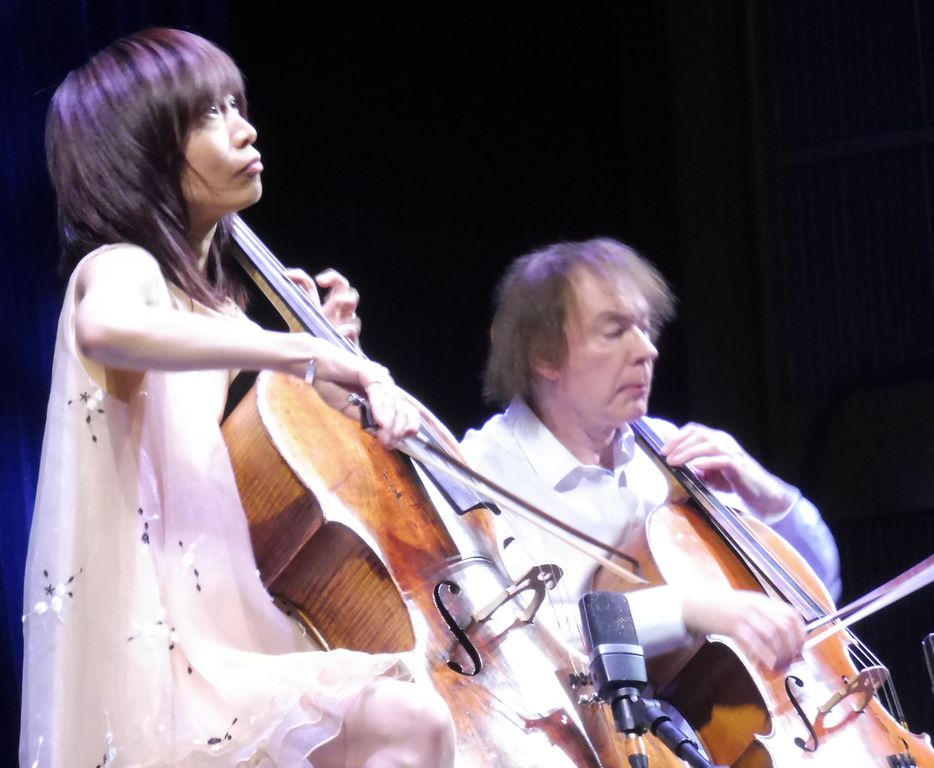
Julian Lloyd Webber actuant amb la seva esposa, Jiaxin Cheng

El 16 d'abril de 2014, Lloyd Webber va rebre el "Premi Incorporated Society of Musicians Distinguished Musician".

## Vida personal
Lloyd Webber està casat amb el seu violoncel·lista xinesa Jiaxin Cheng i la parella té una filla, Jasmine Orienta. Lloyd Webber també té un fill, David, del seu antic matrimoni amb Zohra Mahmoud Ghazi, una princesa afganesa exiliada i besneta de l'últim rei de l'Afganistan, Mohammed Zahir Shah.
És partidari de tota la vida del club de futbol Leyton Orient.

## Publicacions
- Travels with My Cello, Julian Lloyd Webber, Pavilion Books, London (1984). ISBN 0-907516-27-0
- Julian Lloyd Webber: Married to Music. The Authorised Biography, Margaret Campbell, Robson Books, London (2001). ISBN 1-86105-400-9.
- Short Sharp Shocks – A Masterclass of the Macabre, ed. Julian Lloyd Webber, Weidenfeld & Nicolson 1990, ISBN 978-0-297-81147-3.
- Song of the Birds. Sayings, Stories and Impressions of Pablo Casals, compiled, edited and with a foreword by Lloyd Webber, Robson Books, London (1985 . ISBN 0-

86051-305-X
- Numerous editions including Arnold's Fantasy for Cello (Faber Music), Rodrigo's Concierto como un divertimento (Schott) and a series of editions for Faber Music's * Young Cellists' Repertoire (books 1, 2 and 3), followed by two advanced volumes, Recital Repertoire for Cellists (books 1 and 2.)
- Editions of the major cello repertoire, The Julian Lloyd Webber Performing Edition, Kevin Mayhew Ltd.